# نبوءة النجم
نبوءة النجم (أو نبوءة النجم والقضيب) هي قراءة مسيانية فسّرها اليهود الغيورون والمسيحيون الأوائل على العدد 17 من الإصحاح 24 من سفر العدد.

## المسيانية
استُخدمت هذه النبوءة في كثير من الأحيان خلال السنوات المضطربة التي أدت إلى الثورة اليهودية الكبرى، وتدمير الهيكل سنة 70م والموقف الانتحاري الأخير اليهود الغيورين في جبل مسعدة سنة 73م. ورد ذكر نبوءة النجم في نصوص قمران التي تسمى بمخطوطات البحر الميت. كانت هذه النبوءة ذات أهمية كبيرة لجميع جماعات المقاومة في هذه الفترة، بما في ذلك أصحاب وثائق قمران والثوار الذين خاضوا حربًا ضد روما، بالإضافة إلى المسيحيين الأوائل.
أشارت النبوءة إلى المسيح القادم في الوثائق اليهودية المتطرفة في تلك الفترة مثل مخطوطة الحرب الرؤيوية التي عُثر عليها في قمران. وجاء فيها التفسير الديني التالي:
.
يعتقد البعض بأن المؤرخ اليهودي الروماني يوسيفوس فلافيوس، طبق النبوءة على الإمبراطور الروماني فسباسيان الذي قام بحملة ضد المتعصبين اليهود في فلسطين في عبارته "الذي كان سيخرج من فلسطين ويحكم العالم". بينما يعتقد روبرت كارل جنوس أنه من غير المؤكد أن يوسيفوس كان يشير إلى نبوءة النجم، فقال:

## شمعون بار كوخبا
اعتبر البعض أيضًا أن النبوءة تنطبق على شمعون بار كوخبا، الزعيم المسياني للثورة اليهودية الثانية سنة 132م، الذي اتخذ اسم "بار كوخبا" الذي يعني "ابن النجم" بالآرامية.

## وصلات خارجية
- The Messiah and the Star of Bethlehem.